# Kampinsaari
Kampinsaari är en ö i Finland. Den ligger i sjön Päijänne och i kommunen Muurame i den ekonomiska regionen  Jyväskylä ekonomiska region  och landskapet Mellersta Finland, i den södra delen av landet, 220 km norr om huvudstaden Helsingfors. Öns area är 1,4 hektar och dess största längd är 200 meter i sydväst-nordöstlig riktning.